# Андовер (Минесота)
Андовер (енгл. Andover) град је у америчкој савезној држави Минесота.

## Демографија
По попису из 2010. године број становника је 30.598, што је 4.01 (15,1%) становника више него 2000. године.
| Група             | 2000.          | 2010.          |
| Белци             | 25.477 (95,8%) | 28.170 (92,1%) |
| Афроамериканци    | 143 (0,5%)     | 518 (1,7%)     |
| Азијати           | 286 (1,1%)     | 683 (2,2%)     |
| Хиспаноамериканци | 278 (1,0%)     | 622 (2,0%)     |
| Укупно            | 26.588         | 30.598         |